# El País (Uruguai)
|  | Aquest article tracta sobre el diari uruguaià. Si cerqueu el diari madrileny, vegeu «El País». |

El País és un diari uruguaià, publicat per primera vegada el 14 de setembre de 1918 i distribuït per tot el país. Editat a Montevideo. Fou fundat per Leonel Aguirre, Washington Beltrán i Eduardo Rodríguez Larreta. És d'àmbit nacional, s'escriu en castellà i és de gènere generalista. El seu lloc web ocupa el sisè lloc a l'Uruguai segons Alexa. La seva circulació està verificada per la institució argentina IVC.

## Història
Establert a Montevideo, El País va ser editat originalment per Leonel Aguirre, Eduardo Rodríguez Larreta i Washington Beltrán Barbat. Començat com un diari polític dedicat al Partit Nacional, es va convertir més tard en un diari d'interès general.
Des de fa dècades, El País ha estat un dels principals mitjans escrits de l'Uruguai, amb una tirada de 65.000 exemplars entre setmana i 100.000 els diumenges. El seu focus editorial se centra en l'actualitat social, política i econòmica de l'Uruguai, així com l'aliança comercial regional del Mercosur.

## Premis
Des del 1991 fins al 2012 El País havia estat atorgant el premi "El País Rei del Futbol Europeu" al millor futbolista d'Europa. El primer guanyador va ser el francès Jean-Pierre Papin. Lionel Messi i el francès Zinedine Zidane han obtingut 4 victòries cadascun. Messi va guanyar els quatre premis successivament (2009-12).